# سوستيه بانكر دو لبنان
سوسيتيه بانكر دو لبنان ش.م.ل ( بنك زلقا سابقًا) كان بنكًا لبنانيًا تأسس عام 1958 ومقره في ساحة ساسين في الأشرفية في بيروت . تأسس البنك من قبل عائلتي باشي ولاوي.  في 31 ديسمبر 2002 ، اندمج البنك في فرست ناشيونال بنك SAL. 